# Tovey (Illinois)
Pour les articles homonymes, voir Palmer.
Tovey est un village du comté de Christian dans l'Illinois, aux États-Unis,. Il est incorporé le 2 octobre 1901.

## Démographie
Lors du recensement de 2010, le village comptait une population de 512 habitants. Elle est estimée, en 2016, à 482 habitants.

## Source de la traduction
- (en) Cet article est partiellement ou en totalité issu de l’article de Wikipédia en anglais intitulé « Tovey, Illinois » (voir la liste des auteurs).